# Junger Bundschuh
Junger Bundschuh war eine wenig bekannte Fluchthelfergruppe, die sich im Zweiten Weltkrieg vor allem mit dem Verstecken von alliierten Kampfpiloten, flüchtigen Kriegsgefangenen und Fremdarbeitern beschäftigte. Die Gruppe bestand vorwiegend aus Bauern, Eisenbahnern und Bergarbeitern. Wichtige Asylorte, an denen Fluchtgruppen auch längerfristig versteckt werden konnten, waren Lichtental bei Baden-Baden (Eckhöfe) und Bietschied (heute Gemeinde Heusweiler im Saarland).
Die Gruppe versuchte, Flüchtlinge nach Frankreich und Belgien zu schleusen. Aber auch der Weg über das Elsass in die Schweiz wurde genutzt.
Die politische Ausrichtung scheint indifferent gewesen zu sein. Ehemalige Sozialdemokraten und Kommunisten waren neben bekennenden Katholiken eher in der Minderheit, nach Frankreich wurde die Verbindung über die damals illegalen Freimaurerlogen der französischen Eisenbahner gehalten.
Die Erinnerung an diese Gruppe ist auch an den Schwerpunktorten ihres Wirkens fast vollkommen verloren gegangen, da Fluchthilfe auch im Nachkriegsdeutschland, das allgemein viele Formen des Widerstands nicht als solche anerkannte, nicht als Widerstand, sondern als Landesverrat betrachtet wurde.